# Мокументальный фильм
Мокументальный фильм (контаминация англ. mock (издеваться) и документальный фильм) — телевизионный и кинематографический жанр, изображающий вымышленные события, но представленный в виде документального фильма, который сам по себе является подмножеством искусственного документального стиля кинопроизводства.
Эти постановки часто используются для анализа или комментирования текущих событий и проблем с помощью вымышленной обстановки или для пародии самой документальной формы. В то время как мокументальные фильмы обычно комедийные, псевдодокументальные фильмы являются их драматическими эквивалентами. Однако псевдодокументальный фильм не следует путать с документальной драмой, вымышленным жанром, в котором драматические техники сочетаются с документальными элементами для изображения реальных событий. Ни один из них не следует путать с документальной фантастикой, в котором документальные фильмы наводнены вымышленными элементами.
Мокументальные фильмы часто представляются в виде исторических документальных фильмов, в которых B-ролл и комментаторы обсуждают прошлые события, или синема верите, следящие за людьми, когда они проходят через различные события. Примеры появились в 1950-х годах, когда стали доступны архивные кадры. Очень ранним примером была короткая статья о «Швейцарском урожае спагетти», которая появилась в качестве первоапрельской шутки в британской телепрограмме "Панорама" в 1957 году.
Термин «мокументальный фильм», возникший в 1960-х годах, был популяризирован в середине 1990-х годов, когда режиссёр фильма «Это — Spinal Tap!» Роб Райнер использовал его в интервью для описания этого фильма.
Мокументальные фильмы могут быть частично или полностью импровизированы.